# Gīvar
Gīvar (persiska: گيوَر, گيار, كابار, گَبار, گیور, Kābār, Gīār, Gabār) är en ort i Iran.   Den ligger i provinsen Semnan, i den nordöstra delen av landet, 400 km öster om huvudstaden Teheran. Gīvar ligger 1 210 meter över havet och antalet invånare är 120.
Terrängen runt Gīvar är varierad. Runt Gīvar är det mycket glesbefolkat, med 5 invånare per kvadratkilometer. Närmaste större samhälle är Bīārjomand, 18,4 km nordväst om Gīvar. Trakten runt Gīvar är ofruktbar med lite eller ingen växtlighet.